# Escuela de Pilotos de Pruebas de la Fuerza Aérea de Estados Unidos
La Escuela de Pilotos de Pruebas de la Fuerza Aérea de Estados Unidos (del inglés: U.S. Air Force Test Pilot School) es un centro de formación de vuelo avanzado de la Fuerza Aérea de Estados Unidos donde se instruye a pilotos de pruebas experimentales, ingenieros de pruebas de vuelo y oficiales de vuelo para que lleven a cabo pruebas y evaluaciones con aviones de la Fuerza Aérea y con nuevos sistemas de armamento aeroespacial. Esta escuela fue creada el 9 de septiembre de 1944 con el nombre de Flight Test Training Unit en la Base Aérea de Wright-Patterson en Dayton (Ohio). Con el fin de sacar el máximo partido al descongestionamiento de los cielos, a la habitualmente idónea climatología de vuelo y a la reducida infraestructura desarrollada, la escuela de pilotos de pruebas fue trasladada oficialmente el 4 de febrero de 1951 a la Base Aérea de Edwards, en el Desierto de Mojave, al sur de California.
La Escuela de Pilotos de Pruebas fue creada para formalizar y estandarizar la formación de los pilotos de pruebas, reducir la alta tasa de accidentes que ocurrieron durante 1940 e incrementar la productividad del número de vuelos de prueba. En respuesta a la creciente complejidad de las aeronaves y de sus sistemas electrónicos, la escuela introdujo programas de formación para los ingenieros de pruebas de vuelo y los oficiales de vuelo. Entre 1962 y 1972 la escuela también introdujo una formación de astronautas para los pilotos de pruebas de las Fuerzas Armadas, pero estas clases dieron por finalizadas cuando se suspendió el programa de vuelos espaciales tripulados de la Fuerza Aérea de Estados Unidos. El tamaño de las clases ha sido uniformemente bastante pequeño y las clases recientes tienen alrededor de veinte estudiantes. La escuela es un componente de la 412ª Escuadrilla de Pruebas del Comando de Material de la Fuerza Aérea.

## Misión
El objetivo de la Escuela de Pilotos de Pruebas de la Fuerza Aérea de Estados Unidos es crear profesionales en pruebas de vuelo con gran capacidad de adaptación y versatilidad, así como con pensamiento crítico, para que realicen pruebas y evaluaciones de amplio espectro con sistemas de armamento aeroespacial. La realización de estos cometidos ha permitido a la escuela ganarse el reconocimiento mundial de ser el principal centro de excelencia para la docencia y el entrenamiento en la implementación de ingeniería teórica y aplicada en pruebas de vuelo.

## Proceso de selección
- La admisión en la Escuela de Pilotos de Pruebas de la Fuerza Aérea de Estados Unidos es extremadamente competitiva, con miles de pilotos a seleccionar. Los mejores y más brillantes de entre los miles de pilotos que están disponibles compiten para poder asistir a esta escuela. Con cierta frecuencia los alumnos potenciales han sido suplentes dos o tres veces antes de ser aceptados.[8]
- También está permitido y se alienta a los civiles a promocionarse al programa de instrucción de larga duración.[6]
- Los futuros alumnos han de proporcionar el Formulario AF 1711, la Candidatura para acceder a la Escuela de Pilotos de Pruebas de la Fuerza Aérea, además de formularios complementarios específicos para a) Piloto/Navegador de la Fuerza Aérea, b) Ingeniero de Pruebas de Vuelo Experimental, y c) Candidatos civiles para el comité de selección.[9]
- Los candidatos civiles y los Ingenieros de Pruebas de Vuelo Experimental deben someterse a un examen físico de clase III de vuelo antes de pasar por el comité de selección de la Escuela de Pilotos de Pruebas.[10]
- Las candidaturas deben ser recibidas por la Sección de Programas de Vuelo Especial HQ AFPC/DPAOT3, 45 días como máximo, antes de que se reúnan los comités de selección. Los comités de selección de la Fuerza Aérea de Estados Unidos se llevan a cabo una vez al año en la sede del Centro de Personal de la Fuerza Aérea. Las juntas normalmente se llevan a cabo en noviembre y el comité selecciona dos clases de la Escuela de Pilotos de Pruebas para el próximo año. En este punto también se seleccionan alumnos del Instituto de Tecnología de la Fuerza Aérea y alumnos de otras Escuelas de Pilotos de Pruebas de otros países. El comandante del Escuela de Pilotos de Pruebas de la Fuerza Aérea preside el comité. El comité consta de un Coronel de la Sede del Centro de Personal de la Fuerza Aérea, y al menos la mayoría de los miembros del comité deben ser graduados de la Escuela de Pilotos de Pruebas (Mayores o Tenientes Coroneles) que sean comandantes de escuadrones permanentes de pruebas de vuelo. La AFMC/DO selecciona a los miembros del comité.[10]

### Requisitos de admisión
Todos los candidatos requieren de una autorización secreta. Desde mayo de 2015 los requisitos mínimos de admisión para postularse a la Escuela de Pilotos de Pruebas son los siguientes:
| Curso | Tiempo en servicio (en el momento de la entrada)            | Educación                                                                                   | Experiencia | Cualidades físicas       |
| --- | ----------------------------------------------------------- | ------------------------------------------------------------------------------------------- | --- | ------------------------ |
| Piloto de pruebas experimentales | Menos de 9 años y 6 meses (helicóptero: 10 años y 3 meses). | Licenciatura en Ciencias: ingeniería, matemáticas o física (GPA> 3.0) (GPA > 3.0)           | 12 meses como Comandante de Aeronaves en sistemas de armamento de gran envergadura 750 horas o instructor de pilotos en sistemas de armamento de gran envergadura (1.000 horas si es piloto instructor dual) Nota: Pueden incluirse 250 horas de vuelo tripulado sin necesidad de haber pilotado con sistemas de armamento de gran envergadura. | II Clase de vuelo anual  |
| Piloto de pruebas experimentales de aeronaves pilotadas a distancia                                                                      | Menos de 9 años y 6 meses                                   | Licenciatura en Ciencias: ingeniería, matemáticas o física (GPA> 3.0) (GPA > 3.0)           | Instructor de pilotos de aeronaves pilotadas a distancia con sistemas de armamento de gran envergadura o al menos 750 horas Nota: Pueden incluirse 250 horas en vuelos tripulados con sistemas de armamento de gran envergadura | II Clase de vuelo anual  |
| Oficial de Sistemas de Combate experimentales (Oficial de Sistemas de Combate, incluido el navegador y el Oficial de Sistemas de Armas). | Menos de 9 años y 6 meses                                   | Licenciatura en Ciencias: ingeniería, matemáticas o física (GPA> 3.0) (GPA > 3.0)           | Instructor de Pilotos en Oficial de Sistemas de Combate con Sistemas de Armamento de Gran Envergadura o al menos 500 horas con Sistemas de Armamento de Gran Envergadura, excluyendo el tiempo como estudiante. | II Clase de vuelo anual  |
| Ingeniero de pruebas de vuelo experimental                                                                                               | Menos de 8 años                                             | Licenciatura en Ciencias: ingeniería, matemáticas o física (GPA> 3.0) Un Máster en Ciencias | ≥ 2 años de experiencia en 13XX, 14NX, 15AX, 17XX 21AX, 21CX, 21LX, 21MX, 33SX, 61X, 62EX, 63AX | III Clase de vuelo anual |

- El promedio de calificaciones está en una escala de 4.0.[13]
- Los estándares de la Fuerza Aérea para el servicio de vuelo se definen en la Instrucción de la Fuerza Aérea 48-123, Capítulo 6.[14]
- La lista de códigos de especialidad de la Fuerza Aérea para ingenieros pueden enumerarse como sigue:[15]
  - 13XX—Operaciones: Espacio, Misiles, Comando y Control
  - 14NX—Operaciones: Inteligencia
  - 21AX—Logística: mantenimiento de aeronaves
  - 21CX—Logística: (no encontrado)
  - 21LX—Logística: Logístico
  - 21MX—Logística: Municiones y Mantenimiento de Misiles
  - 33SX: Soporte: Comunicaciones e Información
  - 61SX—Adquisición: Científico
  - 62EX—Adquisición: Ingeniero de Desarrollo
  - 63AX—Adquisición: Gerente de Adquisición

### Programa de intercambio
De vez en cuando los alumnos son seleccionados para asistir a diferentes escuelas de pilotos de pruebas en un programa de intercambio intercultural. Para ello los alumnos pueden ser enviados a la Escuela Naval de Pilotos de Pruebas en la Estación Aeronaval de Patuxent River (Maryland) y viceversa. Además, la Escuela de Pilotos de Pruebas de la Fuerza Aérea tiene un programa de intercambio con la Escuela de Pilotos de Pruebas Empire de Boscombe Down (Inglaterra), y con la EPNER (École du Personnel Navigant d'Essais et de Réception), la Escuela de Pilotos de Pruebas de Francia.

### Programa de estudios
- El plan de estudios de la Escuela de Pilotos de Pruebas de la Fuerza Aérea de Estados Unidos está diseñado para otorgar un Máster en Ciencias en ingeniería de pruebas de vuelo. Para ello los aspirantes han de asistir a la Universidad del Aire de la Fuerza Aérea cuya formación tiene una duración de 48 semanas. Los estudiantes deben completar los 20 cursos para poder graduarse. Este es un total de 50 horas académicas (o créditos académicos) para el curso lectivo de 48 semanas. Cada una de las cuatro fases se divide en tres o cuatro ciclos de conferencias, además de las clases de laboratorio de vuelo asociado o las prácticas en simuladores de vuelo y prácticas de vuelo real. Para graduarse en la Escuela de Pilotos de Pruebas los alumnos han de tener buena reputación y haber completado satisfactoriamente todas las pruebas académicas, todos los informes orales y escritos, todas las misiones de vuelo requeridas y las evaluaciones (exámenes) integrales escritos y orales antes de graduarse, con una nota media general de 3.0 o más alta.[17]
- La certificación del Consejo Norteamericano de Educación ha estado vigente desde julio de 1974 (última actualización en julio de 1998) para recomendar cargas lectivas específicas con el fin de transferir créditos a otras instituciones de educación superior.[18]
- En la graduación el comandante suele presentar estos premios:[19]
  - Premio Liethen-Tittle: al graduado como piloto de pruebas experimentales con el mejor registro general por su rendimiento sobresaliente y excelencia académica.
  - Premio R.L. Jones: a los pilotos de pruebas experimentales o a los ingenieros de pruebas de vuelo experimentales, graduados excepcionales con el mejor registro general por su rendimiento sobresaliente y excelencia académica.

## Currículum
- Se imparten dos clases al año, de 48 semanas cada una (clase de larga duración). Los estudiantes pueden solicitar una de las siguientes tres carreras: pilotos de pruebas experimentales, ingeniero de pruebas de vuelo o navegador de pruebas de vuelo. La clase superior se llama clase senior, mientras que la clase inferior se llama juniors, determinada por el nivel en el que se encuentran los alumnos en sus estudios en la Escuela de Pilotos de Pruebas. El tamaño de las clases en la Escuela de Pilotos de Pruebas varía. En los últimos años más de 20 estudiantes han asistido a cada clase.[6]
- Las cuatro principales subdisciplinas impartidas por la División de Educación de la Escuela de Pilotos de Pruebas son las siguientes:[20]
  - Rendimiento
  - Cualidades de vuelo
  - Sistemas
  - Gestión de pruebas
- La Escuela de Pilotos de Pruebas también imparte cursos cortos en estos campos:[21]
  - Curso de pruebas de vehículos aeroespaciales
  - Ingeniería de pruebas de vuelo con vehículos aéreos no tripulados
  - Ingeniería de pruebas de vuelo de guerra electrónica
  - Gestión de pruebas
  - Ecuaciones de movimiento
  - Propulsión
  - Curso para altos ejecutivos
- La organización de la clase utiliza esta cadena de mando:[22]
  - Comandante: comandante de la Escuela de Pilotos de Pruebas
  - Comandante Adjunto: Comandante adjunto de la Escuela de Pilotos de Pruebas
  - Delegado de clase: asignado por la oficina principal según la antigüedad y el plan de estudios académicos para asistir al alumnado
  - Estudiantes
- Las instalaciones incluyen:[23]
  - Dos salas de control totalmente funcionales
  - Laboratorios de RADAR y electro-óptica
  - Variable-stability in-flight simulator test aircraft  o F-16 VISTA
  - Biblioteca para estudiantes
  - Alrededor de 100 laboratorios aerotransportados en el transcurso del año académico, desde un Mikoyan-Gurevich MiG-15 hasta un Northrop Grumman B-2 Spirit

## Historia

### Primeros años

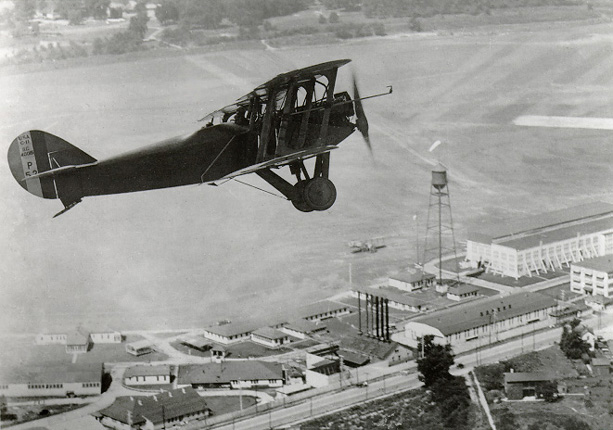
Biplano Packard-LePere Lusac 11 sobre McCook Field.

Aunque las Fuerzas Armadas de Estados Unidos habían estado evaluando aeronaves desde que el Teniente Benny Foulois voló con Orville Wright en 1909, la designación "piloto de pruebas" no se aplicó formalmente hasta que un grupo de pilotos de McCook Field fueron asignados a un escuadrón de pruebas de vuelo en Wright Field durante la Primera Guerra Mundial. La selección de pilotos de pruebas fue un proceso aparentemente indiscriminado que produjo una combinación de pilotos experimentados que se ofrecieron como voluntarios para esta tarea, instructores de vuelo a los que simplemente se les fue asignado el trabajo y, ocasionalmente, un oficial recién graduado de la escuela de vuelo. Uno de estos últimos, el Teniente Donald Putt, que luego ascendería al rango de Teniente General, rememoraba lo siguiente:

...en el momento menos pensado me ordenaron que me presentara en Dayton... No mostré ningún interés en ser piloto de pruebas".

El entrenamiento de los pilotos de pruebas fue casi tan informal como el proceso de selección, y la mayor parte del material fue destinado a los ingenieros aeronáuticos que supervisaban las pruebas. Los informes y textos de esa época proporcionaban poca orientación en cuanto a cómo había de volarse en las pruebas. El mejor entrenamiento para los pilotos de pruebas provino de la experiencia práctica adquirida mientras volaban como observadores y de los tutoriales que se impartían en los hangares de mano de otros pilotos. No se esperaba que un piloto de pruebas tuviera una formación en ingeniería, simplemente debía seguir las instrucciones en las cartas de prueba y pilotar el avión de manera óptima. Los pilotos de pruebas como Jimmy Doolittle marcaron la pauta para superar esta condición. Mientras estuvo en McCook Field, Doolittle voló como piloto de pruebas, pero se le dio permiso para obtener un Máster en Ciencias y un doctorado por el Instituto Tecnológico de Massachusetts. A día de hoy la mayoría de los pilotos de pruebas tienen diplomas en estudios avanzados, entre ellos ingeniería.

### Base de Wright-Patterson

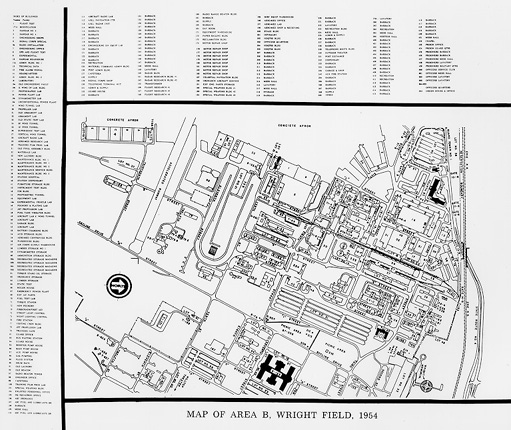
Mapa de Wright Field en 1954.

Inspirado por la Escuela de Pilotos de Pruebas Empire de la RAF, el Coronel Ernest K. Warburton, jefe de la Sección de Pruebas de Vuelo de Wright Field, se dispuso a cambiar el rol y estatus de las pruebas de vuelo en las Fuerzas Aéreas del Ejército. Sus objetivos para la comunidad de pruebas de vuelo eran la estandarización y la autonomía, que pudieron lograrse con el establecimiento de la unidad de Entrenamiento de Pruebas de Vuelo del Comando Técnico Aéreo el 9 de septiembre de 1944 y con la independiente División de Pruebas de Vuelo en 1945. Las Fuerzas Aéreas del Ejército tenían un programa oficial de estudios con objeto de formar a jóvenes pilotos para que se convirtieran en profesionales en pruebas de vuelo. Bajo el mando del Mayor Ralph C. Hoewing, el plan de estudios de la unidad de entrenamiento en pruebas de vuelo incluía sesiones lectivas que cubrían la teoría de las pruebas de vuelo y las técnicas de pilotaje. A continuación los estudiantes pusieron la teoría en práctica con evaluaciones de rendimiento en el avión de entrenamiento AT-6 Texan. Poco después de que se graduara la primera clase la escuela fue redesignada como Rama Escolar de la Sección de Vuelo con un mayor enfoque en la teoría académica. En 1945 la escuela se trasladó al Aeropuerto Municipal de Vandalia (ahora el Aeropuerto Internacional de Dayton), después de lo cual fue redesignada como Escuela de Rendimiento de Vuelo y puesta bajo el mando del Teniente Coronel John R. Muehlberg, quien se convirtió en el primero en adquirir la graduación de "comandante". Bajo el mando de Muehlberg, quien en 1944/45 asistió al segundo curso en la recién establecida Escuela de Pilotos de Pruebas Empire de Inglaterra, la escuela aumentó su flota con el North American P-51 Mustang, el Boeing B-17 Flying Fortress y el North American B-25 Mitchell, y amplió el plan de estudios para incluir un curso separado de estabilidad y control de cuatro meses, además del curso de rendimiento existente. En 1946 la escuela de pilotos de pruebas se trasladó nuevamente al cercano Patterson Field y el Coronel Albert Boyd fue asignado como jefe de la División de Pruebas de Vuelo. El Coronel Boyd influyó profundamente tanto en la escuela como en el carácter de sus futuros pilotos de pruebas de las Fuerzas Aéreas del Ejército, con su insistencia tanto en la disciplina como en las habilidades de vuelo de precisión. El Mayor Bob Cárdenas, graduado de la escuela en 1946, resumió la influencia que tuvo el Coronel Boyd:

La versión clásica del piloto de pruebas envuelto en un aura de misterio y espíritu aventurero nos ha dejado. No hay que juzgar las aptitudes de vuelo de un piloto de pruebas por sus peripecias a la hora de arrancar las alas del avión y precipitarse en caída libre a velocidad terminal. Esto ha sido sustituido por habilidades de vuelo que ha permitido mantener tolerancias mínimas a la velocidad aerodinámica, la altitud y la velocidad de ascenso mientras se dedican a leer datos, ajustar la potencia y anotar observaciones. Es una ciencia exacta que requiere un vuelo de precisión del más alto calibre.

### Dirigiéndonos al oeste

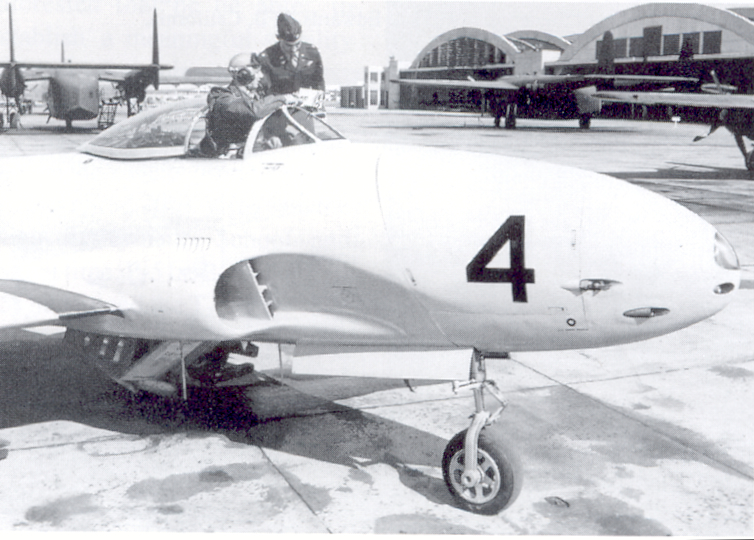
Un Lockheed P-80 Shooting Star de la Escuela de Pilotos de Pruebas.

Las habituales condiciones meteorológicas adversas y el aumento del congestionamiento del tráfico aéreo en Wright-Patterson impedían a menudo que los estudiantes completaran el curso a tiempo. Además, la mayoría de los aviones de las Fuerzas Aéreas del Ejército estaban siendo fabricados y probados por contratistas en la costa oeste de Estados Unidos. Por estas y otras razones, el Coronel Boyd comenzó a transferir todas las operaciones de pruebas de vuelo, incluyendo la escuela de pilotos de pruebas, al Aeródromo de Muroc del Ejército, junto al Lago Seco Rogers, en el desierto del sur de California. La escuela continuó con sus operaciones en Patterson Field y, en 1947, acogió a la primera clase de la Fuerza Aérea de Estados Unidos y también a la primera clase en pilotar aviones a reacción. El Lockheed P-80 Shooting Star proporcionaría a la escuela entrenamiento de rendimiento con aviones a reacción hasta 1954.

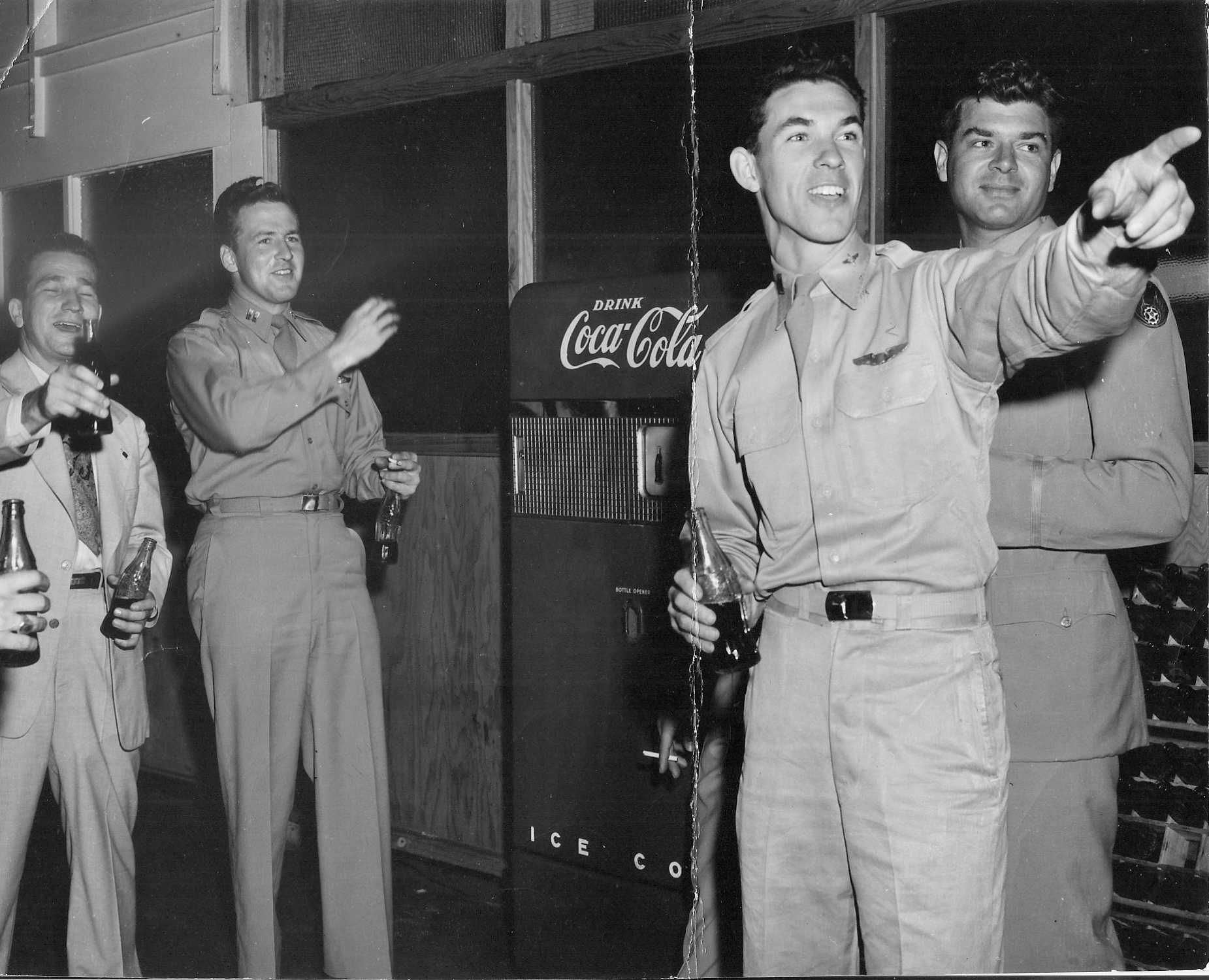
Alumnos de la clase 49C de la Escuela de Pilotos de Pruebas de la Fuerza Aérea: De izquierda a derecha: Joseph John "Tym" Tymczyszyn, el Teniente Primero Thomas Blazing, el Teniente Primero Richard Dennen, y el Capitán Harold Killian (alrededor de 1949).

En 1949 esta escuela pasó a llamarse Escuela de Pilotos de Pruebas Experimentales del Comando de Material Aéreo, y el futuro General de Brigada Boyd asumió el mando de la Base de Muroc de la Fuerza Aérea. Boyd eligió al Mayor John Amman, un instructor de la escuela, para ir a Muroc e implementar los detalles del traslado de la escuela en dirección hacia el oeste. El 8 de diciembre de 1949 la Base de Muroc de la Fuerza Aérea pasó a llamarse Base de Edwards de la Fuerza Aérea en honor a Glen Edwards, perteneciente a la clase 45 de la Escuela de Pilotos de Pruebas, que falleció en un accidente mientras pilotaba el bombardero Northrop YB-49 Flying Wing. El Capitán Edwards, que recientemente había obtenido en Princeton un Máster en Ciencias en ingeniería aeronáutica, tipificaba la nueva generación de pilotos de pruebas a la que había hecho mención Cárdenas: — uno que combinaba los talentos de un piloto altamente cualificado con la experiencia técnica de un ingeniero. John Amman completó su trabajo y el 4 de febrero de 1951 la escuela se transfirió oficialmente a la Base de Edwards. El enorme lecho seco del lago, las pistas de aterrizaje extremadamente largas y el clima despejado fueron de gran utilidad para la Fuerza Aérea y para la escuela, ya que el rendimiento de las aeronaves continuaron in crescendo.

### Base de Edwards

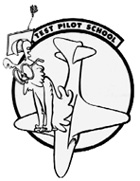
Logotipo no oficial "Howland Owl" de la Escuela de Pilotos de Pruebas en los albores de la Base Aérea de Edwards.

La Escuela de Pilotos de Pruebas estaba acuartelada en un viejo hangar de madera desgastado por la intemperie y situado a lo largo de la línea de vuelo de lo que se conoció como Base Sur. Aunque los cuarteles eran espartanos, la climatología era excelente, con solo dos días ausentes de vuelo debido al temporal de los primeros siete meses de operaciones. Aprovechando el aire calmo matutino, los estudiantes comenzaban la jornada realizando misiones de vuelo con el fin de recopilar datos de prueba. Las tardes las pasaban en la sala de lecturas y durante las noches se dedicaban a reducir la redundancia de datos de los vuelos efectuados durante el día. La reducción de datos era tediosa y laboriosa, y requería que el estudiante transcribiera la información registrada en una película o papel de oscilografía y realizara los cálculos a mano o con una regla de cálculo. Una vez reducidos, los datos se entretejían en un informe que resumía la prueba y las conclusiones del estudiante. Algunos estudiantes no estaban preparados para el riguroso programa académico y tuvieron que ser dados de baja. Esta situación mejoró en 1953 cuando la escuela fue trasladada al Comando Aéreo de Investigación y Desarrollo, lo que permitió que los comités de selección se basaran en un grupo de aspirantes mucho más amplio provenientes de toda la Fuerza Aérea, en lugar de solo los escuadrones de prueba locales.
Si bien los cambios en el plan de estudios pudieron realizarse a ritmo acelerado, la adquisición de aeronaves para la escuela siguió siendo un desafío permanente para su personal. El Lockheed T-33 Shooting Star llegó en 1953 y se convirtió en un elemento imprescindible para los estudiantes durante los siguientes 23 años. Se agregaron más tipos de aviones durante los años 50, incluidos el Republic F-84 Thunderjet, el North American F-86 Sabre, el North American F-100 Super Sabre, el Martin B-57 Canberra y el Convair F-102 Delta Dagger, el primer avión ala-delta de la escuela. En 1955 la escuela pasó a llamarse Escuela de Pilotos de Pruebas de Vuelo de la Fuerza Aérea de Estados Unidos y, un año después, se mudó a su ubicación actual en las instalaciones de la Base Principal. Este nuevo edificio, construido a un costo de 156.000 dólares, fue la primera y única estructura diseñada específicamente para los propósitos de la escuela.

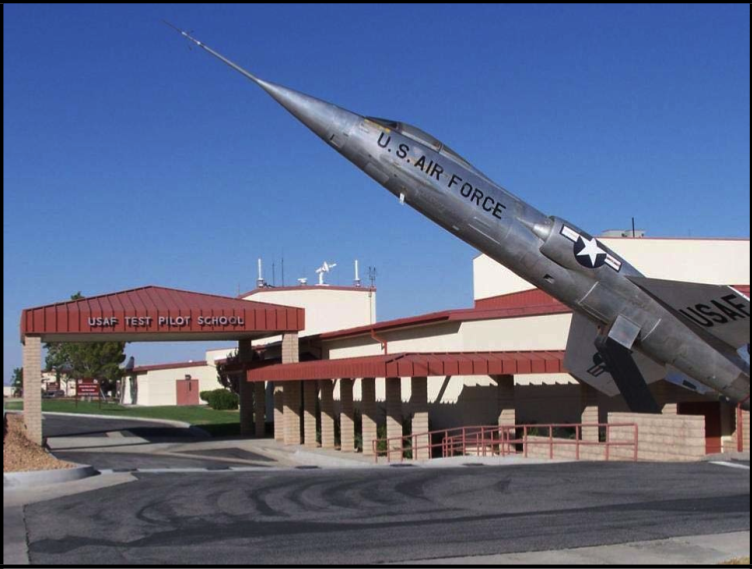
Edificio de la Escuela de Pilotos de Pruebas en la Base de Edwards.

En 1956 la escuela eligió un emblema oficial, que representaba una regla de cálculo frente a la silueta de un avión a reacción en vuelo ascendente y un lema en latín que dice Scientia est Virtus o "El Conocimiento es Poder". El nuevo logotipo hacia énfasis en el rol de la escuela con respecto a la preparación de los estudiantes dentro del ámbito de la teoría técnica y las habilidades de vuelo, ambas indispensables para evaluar las aeronaves modernas. El nuevo logotipo reemplazó también la insignia no oficial del Doctor Howland Owl, un personaje de la popular tira cómica Pogo, que aparecía en la parte delantera de muchos de los aviones de la escuela.
A medida que la Fuerza Aérea fue desarrollando gradualmente una doctrina aeroespacial durante este período, un pequeño grupo comenzó a establecer los criterios que entrarían a formar parte de unos cursos complementarios destinados a calificar a los graduados de la Escuela de Pilotos de Pruebas para las labores encaminadas de astronauta. El 12 de octubre de 1961 la Escuela de Pilotos de Pruebas fue redesignada como Escuela de Pilotos de Investigación Aeroespacial de la Fuerza Aérea de los Estados Unidos, con el plan de estudios ampliado a un año completo, dividido en Fase I (Curso de Piloto de Pruebas Experimentales) y Fase II (Curso de Piloto de Investigación Aeroespacial).
Entre 1962 y 1975 la Escuela de Pilotos de Pruebas amplió su funciones para incluir una formación de astronautas para los pilotos de pruebas de las fuerzas armadas. Treinta y siete graduados de la Escuela de Pilotos de Pruebas fueron seleccionados para el programa espacial de Estados Unidos y 26 obtuvieron condecoraciones de astronauta al volar en los programas X-15, Gemini, Apolo y en el programa del transbordador espacial.

## Personal

### Comandantes
El oficial al mando de la escuela de pilotos de pruebas de la Fuerza Aérea de Estados Unidos es más conocido por el título de comandante. Aunque no es un requisito previo para el puesto, la mayoría de los comandantes son graduados de la escuela de pilotos de pruebas. Desde julio de 2020 la comandante de la escuela es la Coronel Sebrina Pabon.

Galería de Comandantes de la Escuela de Pilotos de Pruebas
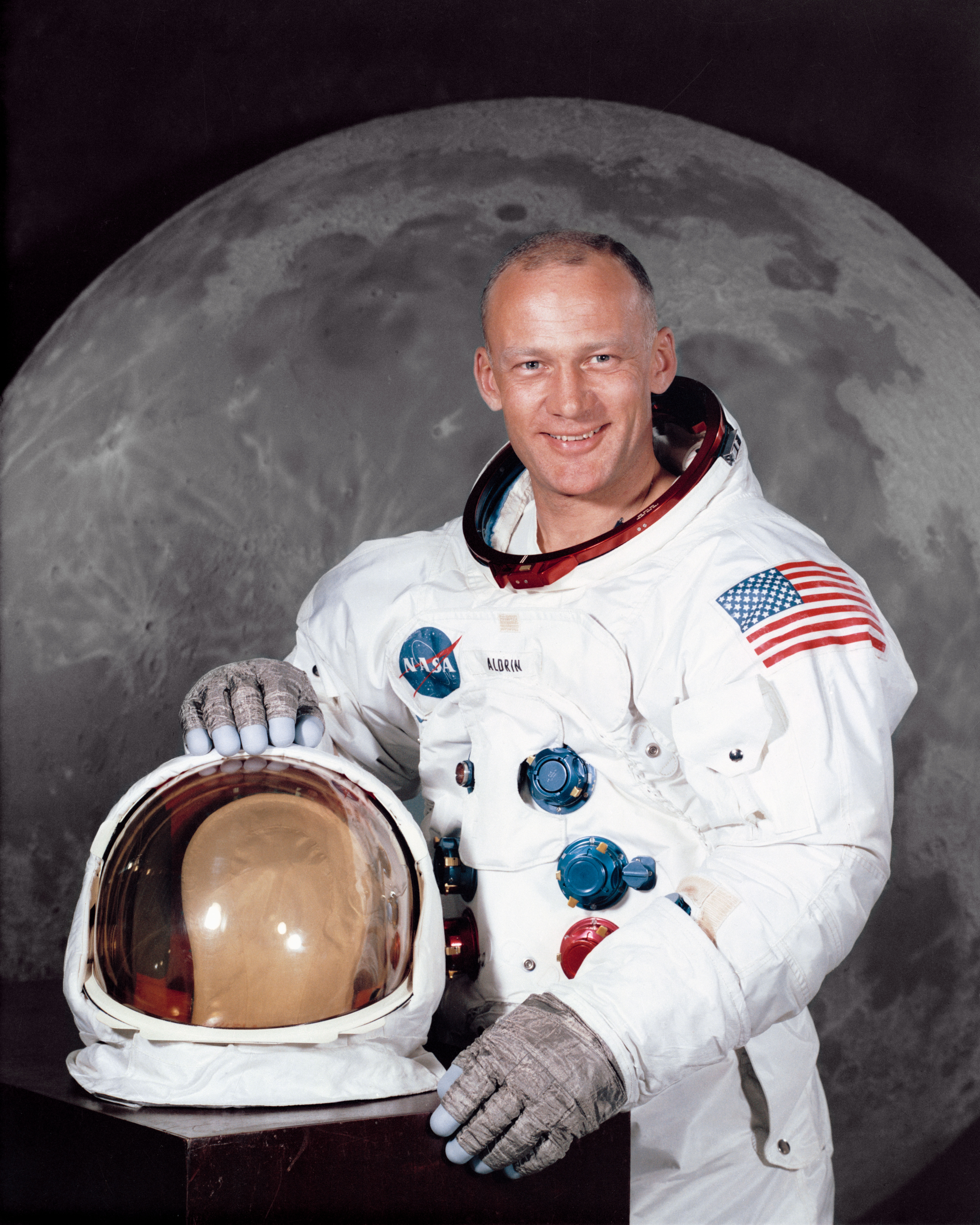
Buzz Aldrin Julio de 1971 – Febrero de 1972
Gene DeatrickMayo de 1967 – Junio de 1968Gene Deatrick Mayo de 1967 – Junio de 1968
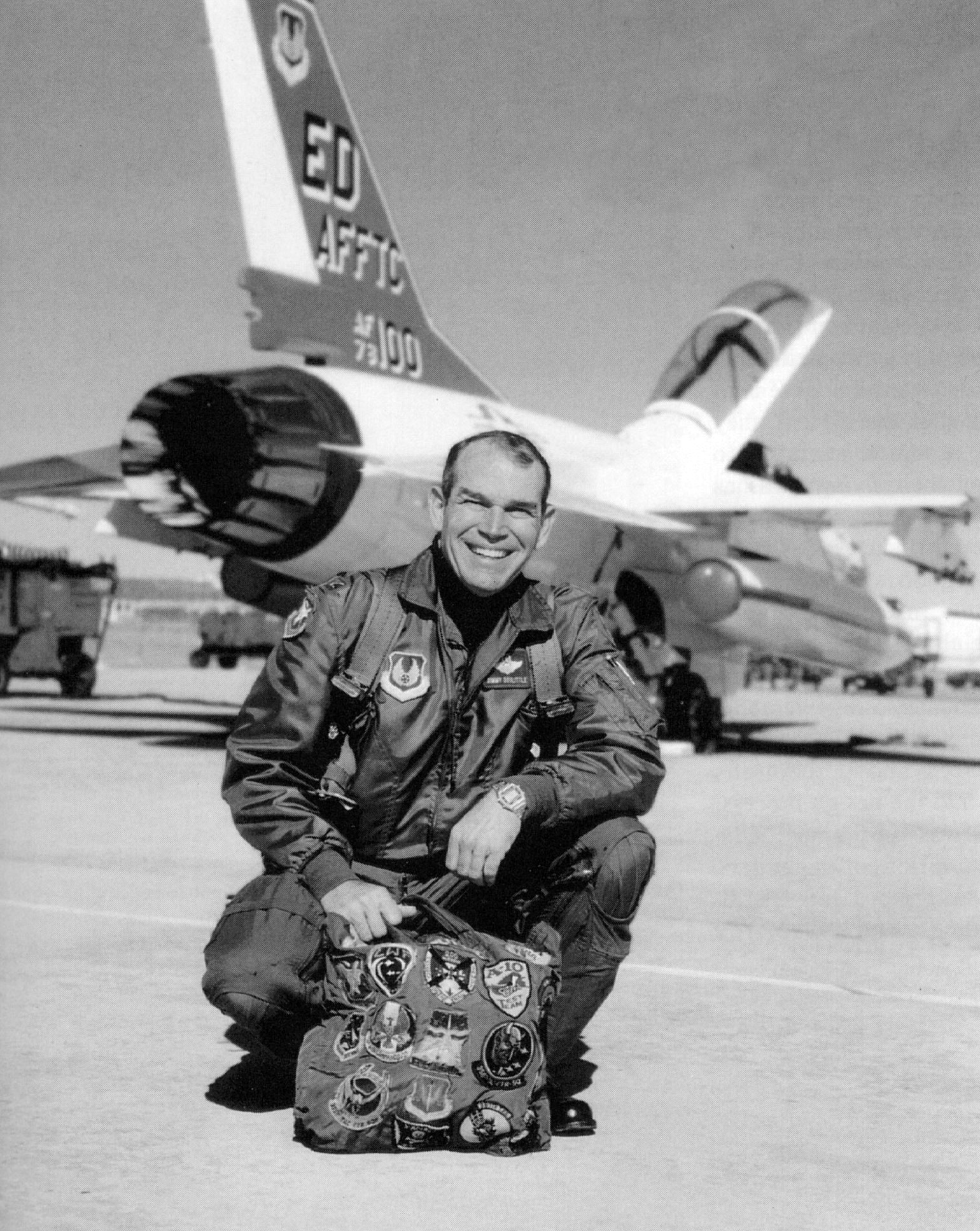
Jim Doolittle, III Abril de 1994 – Agosto de 1996
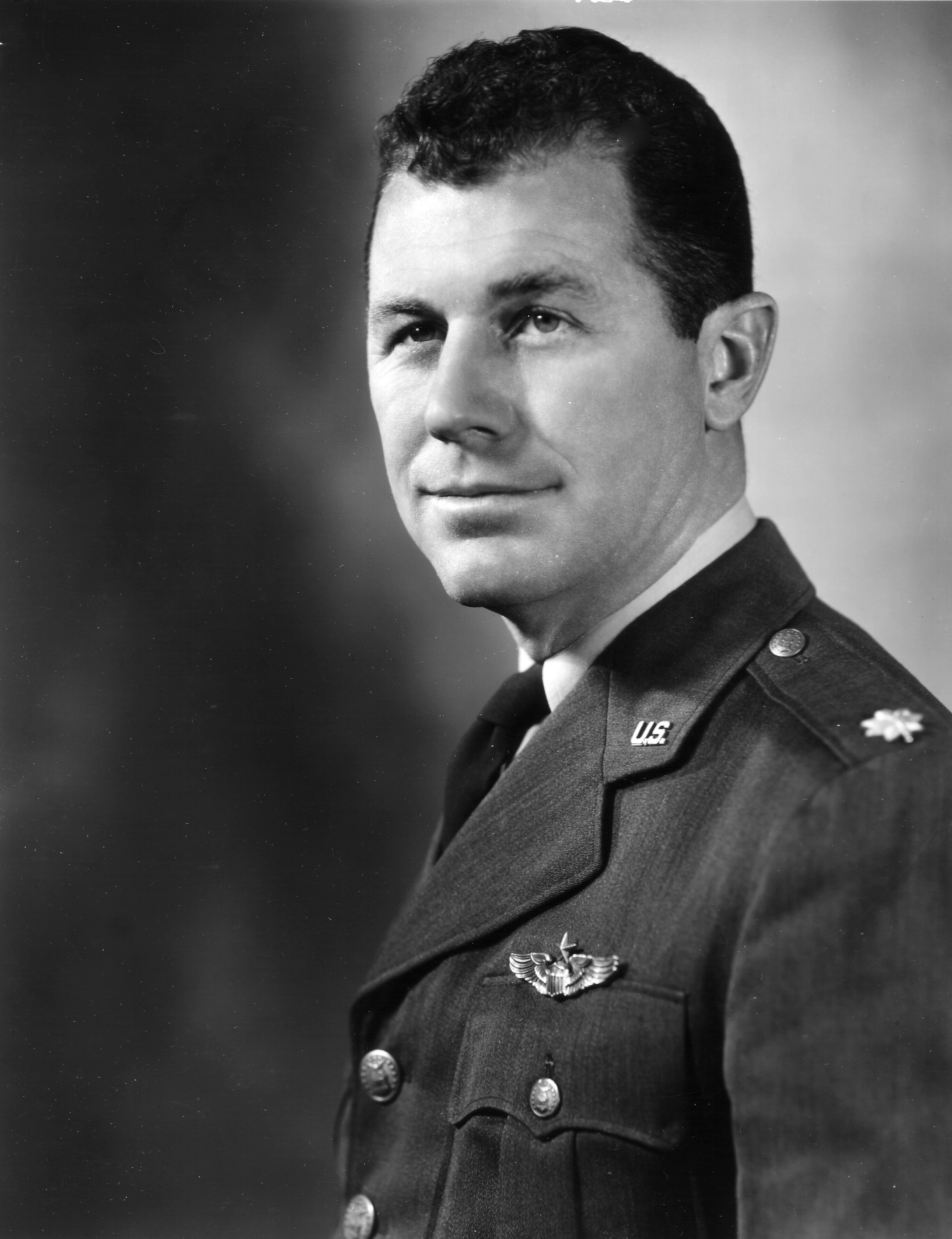
Chuck Yeager Julio de 1962 – Julio de 1966